# Qu Bo
Qu Bo (曲波S, Qū BōP; Tientsin, 15 luglio 1981) è un ex calciatore cinese, di  ruolo attaccante.

## Carriera

### Club
Ha giocato nella prima divisione cinese.

### Nazionale
Ha giocato nella nazionale cinese.

## Palmarès

### Club

#### Competizioni nazionali
- Coppa della Cina: 1

Guizhou Renhe: 2013